# ISO 15924
La norma ISO 15924 és la llista dels «codis per la representació dels noms d'escriptures». L'organització Consortium Unicode gestiona el despatx de l'autoritat d'enregistrament i de manteniment de la norma pel compte de l'ISO que defineix i aprova la norma. La norma ISO 15924 no s'originà a partir de la norma Unicode (que utilitza escriptures unificades portant únicament sobre les distincions de caràcters abstractes).

## Designació i organització dels sistemes d'escriptures segons l'ISO 15924
La norma defineix per cada sistema d'escriptura:
- un nom descriptiu en anglès anglès
- un nom descriptiu en francès
- un codi alfabètic (normatiu) de quatre caràcters, per exemple:
Arab: Alfabet àrab
Cyrl: Alfabet ciríl·lic
Egyp: Jeroglífic egipci
Latn: Alfabet llatí
Laoo: Laosià
Yiii: Yi
- un codi numèric (normatiu) entre 000 i 999 i finalment
- una data de referència permetent de seguir les evolucions (i correccions eventuals) de cada sistema d'escriptura en la norma si mateixa.

Per a una llista completa i al dia dels codis i noms definits, consulteu els enllaços externs al final d'aquest article.

### Nomenclatura i classificació numèrica
Els codis numèrics s'han agrupat en sèries d'un centenar en funció de la tipologia i la proximitat relativa dels sistemes d'escriptura.
Els codis i noms s'han definit per prendre igualment en compte les necessitats bibliogràfiques en relació amb texts i documents sencers, i no es reserven només als caràcters aïllats. També, dels estils diferents d'escriptures utilitzant el mateix alfabet abstracte disposen de codis específics, classificats amb codis pròxims de la mateixa sèrie, si és possible consecutius. Per #encobrir, els codis numèrics no són pas concedits simplement per increment d'1:
- 000 a 099: escriptures jeroglífiques (egipci o maia) i cuneïformes (#del qual l'ugarític)
- 100 a 199: escriptures alfabètiques de dreta a esquerra (#del qual els alfabets fenici, tifinag, abjads semítics, mongol, no ko i antic hongarès)
- 200 a 299: escriptures alfabètiques d'esquerra a dreta (#del qual els alfabets europeus derivats del grec antic, el bopomofo i l'alfabet hangul, o els alfabets literaris inventats)
- 300 a 399: escriptures alfasil·làbiques (#del qual els nombrosos abugides bràhmics del sud i del sud-est de l'Àsia)
- 400 a 499: escriptures sil·làbiques (#del qual els sil·labaris lineal T o B, xipriota, hiragana o katakana, etíop, canadencs autòctons, cherokee, etc.)
- 500 a 599: escriptures ideogràfiques o simbòliques (#del qual l'escriptura Braille)
- 600 a 699: escriptures no desxifrades (de classificació encara desconeguda, tals l'indeguts i el rongorongo)
- 700 a 799 o 800 a 899: sèries encara sense utilitzar
- 900 a 999: codis d'ús privat, àlies (cap, actualment), codis especials.